# NAMELESS WORLD
《NAMELESS WORLD》，是日本樂團可苦可樂的第5張錄音室專輯。	2005年12月21日發行。

## 簡介
前作《MUSIC MAN SHIP 》約1年零1個月之後發行。
收錄了《只在這裡盛開的花》和《櫻花》兩首單曲和高中足球的應援歌《Starting Line》。B面曲中只有《與未來相繫》（今と未来を繋ぐもの）未收錄。另外重新錄製了《六等星》。
專輯發售前邀請了著名女演員天海祐希和男演員速水直道作為電視廣告宣傳主角。分初回限定盤和通常盤兩個版本，初回盤附送DVD。
首次取得Oricon公信榜冠軍的作品，出貨量首次突破100萬張。

## 收錄曲目
全編曲：可苦可樂、特記除外　全作詞及作曲：小淵健太郎、特記除外
1. Flag
超過7分鐘的作品。由腳步聲接近和從吉他盒中取出吉他的音效開始。
這是一種強烈意識到街道的音樂，並將他們自己走過的路放在歌曲上。
2. 櫻花 作詞、作曲：可苦可樂
3. 六等星 -NAMELESS STAR TRACK-
4. 只在這裡盛開的花（ここにしか咲かない花）
5. 待夢磨心 - time machine -（待夢磨心-タイムマシン-）
6. Pierrot
7. Saturday
這是一首不使用吉他的歌曲，它只由鋼琴和低音吉他組成。
8. 大樹的影子（大樹の影） 作詞、作曲：黑田俊介
使用了沖繩的民間樂器三線。
9. NOTE
10. Starting Line
《全國高等學校足球錦標賽》的主題曲
11. LOVER'S SURF
12. 從同一扇窗看到的天空（同じ窓から見てた空）
演奏時間為8分45秒，是所有可苦可樂歌曲中最長的歌曲。在歌曲完结之後，與《Flag》的開頭相對應，收錄把吉他放進吉他盒並帶走的音效並且關閉該專輯。

## 外部連結
- NAMELESS WORLD（页面存档备份，存于）